# 堡庄駅
堡庄駅（ポジャンえき、朝鮮語: 보장역）は、朝鮮民主主義人民共和国 咸鏡南道栄光郡にある駅で、長津線に属する。 

## 隣の駅
長津線
三巨駅 - 堡庄駅 - 黄草嶺駅